# 板倉佳司
板倉 佳司（いたくら けいじ、1957年6月22日 - ）は、日本の俳優。東京都国立市出生、小平市出身。劇団オンシアター自由劇場、劇団東京壱組に所属していた。現在はフリー

## 出演

### 舞台
- マクベス（演出：串田和美）
- 上海バンスキング（作：斉藤憐 演出：串田和美）
- もっと泣いてよフラッパー（演出：串田和美）
- 火男の日（作：原田宗典 演出：大谷亮介）
- チャフラフスカの犬（作：原田宗典 演出：大谷亮介）
- カッコーの巣の上を（作：ケン キージー 演出：栗田芳行） - デール ハーディングス
- パパのデモクラシー（作/演出：永井愛）
- ロミオとジュリエット（1994年、演出：ジョン レタラック） - ベンヴォーリオ
- ハムレット（1995年、演出：ピーター・ストーメア） - ギルデンスターン
- リヤの三人娘（1997年、作：奥泉光　演出：吉田鋼太郎） - 道化
- いつ立ち去ってもいい場所（2005年、作：演出南　英司）
- アイノキセキ （2006年、作：演出南　英司）
- 劇団男魂 第13回本公演「日雇いGOD」（2013年2月8日 - 17日、テアトルBONBON）

- 三人姉妹（2013年、演出：山崎清介）作：チェーホフ） - アンドレイ
- 冬物語（2018年、演出：山崎清介）子供のためのシェイクスピア - リオンティーズ
- オールドマン（2023年、演出：吉村ゆう）東京ハイビーム 短編

他

### テレビ
- NHK大河ドラマ「翔ぶが如く」 - 徳川慶勝
- 日本テレビ「あぶない刑事」
- 日本テレビ「ハロー!グッバイ」（1989年）
- テレビ朝日「ザ・ハングマン」
- 24時間テレビ 「愛は地球を救う」 ドラマ「勇気ということ」（1997年）
- WOWOW 連続ドラマW「彼らを見ればわかること」2話3話6話（2020年 監督：深川栄洋） - 田所勝
- テレビ東京 水曜ミニドラマ ざんねんないきもの事典（2020年10月8日） - 宇多の上司
- TBS ドラマイズム「明日、私は誰かのカノジョ」第4話（2022年5月4日）
- フジテレビ 木曜劇場「この素晴らしき世界」第7話 主婦は家族をおろそかにしたのか?（2023年8月31日） - 菅沼社長
- フジテレビ 深夜ドラマ「私たちの東京ストーリー」第7話〜第10話（2025年1月7日〜） - 日中経済促進協会会長　吉富

他

### 映画
- 上海バンスキング（1988年、監督：串田和美）
- Aサインデイズ（1989年、監督：崔洋一）
- 悲しい色やねん（1988年、監督：森田芳光）
- 沈黙 -サイレンス-（2016年、監督：マーティン・スコセッシ）
- ばあばは、だいじょうぶ（2018年、監督：ジャッキー・ウー）
- RYOMA 空白の三か月（2018年、監督：山谷亨）
- ドクターデスの遺産/black file（2020年、監督：深川栄洋）
- スポットライトを当ててくれ!（2021年、監督:高明）
- おまえの罪を自白しろ（2023年、監督:水田伸生）
- 法廷遊戯（2023年、監督:深川栄洋）
- シンペイ　歌こそすべて（2024年、監督:神山征二郎）

他

### Vシネマ
- むこうぶち（2016年 監督：片岡修二）
- 裏門釈放（2017年　監督：辻裕之）
- 日本統一39・40（2020年 監督：辻裕之） - 近藤建設社長 近藤
- 日本統一外伝〜山崎一門〜1（2020年） - 近藤建設社長 近藤
- 影と呼ばれた男たち4（2020年 監督：片岡修二） - 西都電力幹部 荒井章
- 麻雀破壊神 むこうぶち傀 山師（2020年 監督：片岡修二）
- 極道の紋章レジェンド3・4・5・6・7・8・9（2021年 監督：片岡修二） - 関東睦会弘和会若頭補佐 飯田組組長 飯田彰彦

他

### CM
- ユーキャン スピークイングリッシュ
- マイクロソフト
- キリンビール チャレンジカップ「新しい応援編」
- 富士フイルム「人生振り返り編」
- ノバルティスファーマ「キムリア」
- 明治おいしい牛乳「おいしいスタート編」30秒

他